# DELiGHTED MINT
DELiGHTED MINT（ディライテッド・ミント）は、3MC、1ボーカルで構成される日本のヒップホップ・ソウル・ユニット。
所属レコード会社はフォーライフミュージック。

## 略歴
- 1995年、メンバーのGIORGIOがインターナショナルスクールで結成した3MCユニット「三つ目のライマー」を前身とする。藤井潤、VALがそれぞれ1996年、1997年に参加。
- 1999年、DELiGHTED MINTとしてインディーズデビューの後、2ndリリースからHANAが参加。
- 2000年、メジャーデビュー。2001年にリリースされた「休日の歌 (Viva La Vida)」はアニメ「ちびまる子ちゃん」のエンディングテーマとなった[1]。
- 2002年、解散。

## メンバー
- GIORGIO（ジョルジョ、1979年12月21日 - ）
  - MC。神奈川県横浜市出身。本名、GIORGIO CANCEMI。
  - イタリアのクオーターと日本の混血。蔦谷好位置とのプロデュースユニットDUMMEEZや、So' Flyとして活動中。
- 藤井 潤（FUJII、1980年1月29日 - ）
  - MC。東京都出身。
- VAL（ヴァル、本名：Val Atanga、1979年8月25日 -）
  - MC。カメルーン出身。
  - グループ解散後はソロやFumiとのユニット・Ambient Chameleonとして活動、またトラックメイカーとしてもMSC、JUSWANNA、MEGA-Gなどに楽曲提供している。
- HANA
  - 東京都出身。2001年に脱退。
- Shiori（シオリ、本名：長澤 潮里、1983年5月18日 -）
  - HANA脱退後にサポートボーカリストとして活動。
  - メインボーカル担当曲『URBAN LOVE』 (2002年)[2]。作曲はGIORGIO (アニメ「爆転シュート ベイブレード2002」エンディングテーマ)

## ディスコグラフィ

### シングル
- P.K.a.S.（2000年3月21日）
- Higher Elevation（2000年6月21日）
- FORCE（2000年9月20日）
- テキトーな奴ら〜WHY CAN'T WE BE FRIENDS?（2001年5月9日）
- 休日の歌 (Viva La Vida)（2001年11月7日）
- SUMMER RECOMMENDED EP〜HEAT〜（2002年7月24日）

### アルバム
- Along The Bayside（1999年10月9日）ミニアルバム
- BEST 1（2001年6月6日）
- THE BEST HITS（2002年2月27日）
- THE BEST IN THE BEST〜DM大作戦 (Various Artists）（2003年2月26日）

### アナログ盤
- Groove Thang feat.HANA（1999年5月）
- Along The Bayside（1999年8月）
- P.K.a.S（2000年3月）
- Higher Elevation / Along The Bay Side (Giant Swing Mix)（2000年10月18日）
- FORCE（2000年10月18日）
- テキトーな奴ら〜WHY CAN'T WE BE FRIENDS?（2001年8月10日）

## 参加楽曲
- UNIVERSE〜RING of the ring finger〜 / 知念里奈（2002年） - VAL、作詞、ラップ。
- Cookie & Cream feat. VAL from DELiGHTED MINT / SOUL LOVERS （2003年）